# Cremonai Gellért
Cremonai Gellért (latinul: Gerhardus Cremonensis, franciául: Gerardo de Cremona), (Cremona, 1114 körül – Toledo, 1187) középkori fordító.
A görög eredeti arab fordításából fordította latinra Arisztotelész több művét, így a Második analitikát (Themisztiosz kommentárjával együtt), a De caelo et mundot, a De generatione et corruptionet, és a Meteorologia első három könyvét. Az ő fordításában lett ismert a sokáig Arisztotelésznek tulajdonított, ám valójában Proklosz Elementatio theologicájának kivonataiból készült újplatonista kompilációt, a Liber de causis is.